# Chủ nghĩa đa dân tộc
Chủ nghĩa đa dân tộc là sự cùng tồn tại của hai hay nhiều nhóm dân tộc (cộng đồng) cùng sống trong một chính thể. Khái niệm này nhằm chỉ đến quốc gia có nhiều cộng đồng, mà mỗi cộng đồng có văn hóa, ngôn ngữ, nguồn gốc, lịch sử riêng; phân biệt với quốc gia có nhiều sắc tộc.
Từ khái niệm này, nhà nước đa dân tộc tồn tại khi một quốc gia có nhiều nhóm dân tộc mà không nhóm nào chiếm ưu thế hơn hẳn. Nền dân chủ đa dân tộc công nhận các cơ quan cầm quyền của những cộng đồng khác nhau, thậm chí là một nhóm người tự quản. Nhà nước đa dân tộc giúp tránh sự chia rẽ trong xã hội vì quan điểm chính trị. Trong nhà nước đa dân tộc, công dân có thể mang quốc tịch theo nhóm dân tộc của mình bên cạnh quốc tịch truyền thống.
Thuật ngữ này được ghi nhận lần đầu vào thập niên 1980, xuất phát từ phong trào chính trị của những người bản địa ở Bolivia. Tính đến năm 2022, Bolivia và Ecuador là nhà nước đa dân tộc được hiến định.

## Bolivia

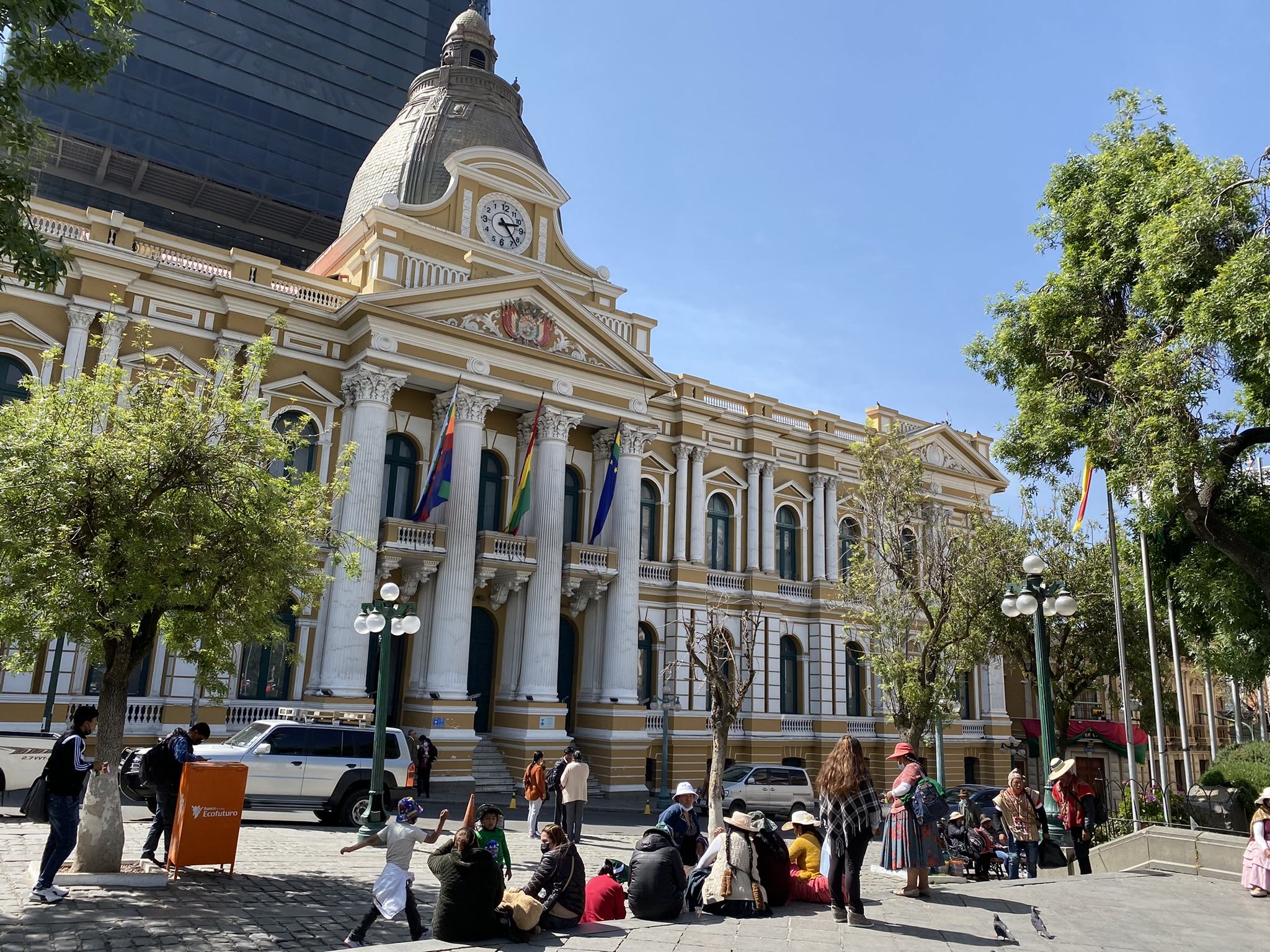
Tòa nhà Quốc hội Lập pháp Đa dân tộc ở trung tâm La Paz, Bolivia.

Năm 2009, Quốc hội Bolivia thông qua hiến pháp mới và đổi tên nước thành Nhà nước Đa dân tộc Bolivia, xuất phát từ thực tế nước này có nhiều sắc dân bản địa, các nhóm người bản địa có quyền tự quyết từ lâu trong lịch sử; và các nhóm này cần được trao thêm quyền. Hiến pháp năm 2009 công nhận nhiều quyền tự chủ ở cấp địa phương và ở các vùng, kêu gọi phát triển một nền kinh tế hỗn hợp giữa sở hữu nhà nước, tư nhân, và các cộng đồng bản địa.

## Chile
Chủ nghĩa đa dân tộc vẫn là một chủ đề được tranh cãi gay gắt ở Chile. Chính quyền của tổng thống Michelle Bachelet (2014–2018) đề xuất cải cách hiến pháp nhưng không xem xét tính đa dân tộc theo yêu cầu của các nhóm người bản địa. Năm 2022, dự thảo hiến pháp Chile được công bố để người dân tham gia thảo luận, nhưng đề xuất về tính đa dân tộc đã bị bác bỏ và không xuất hiện trong bản thảo này.

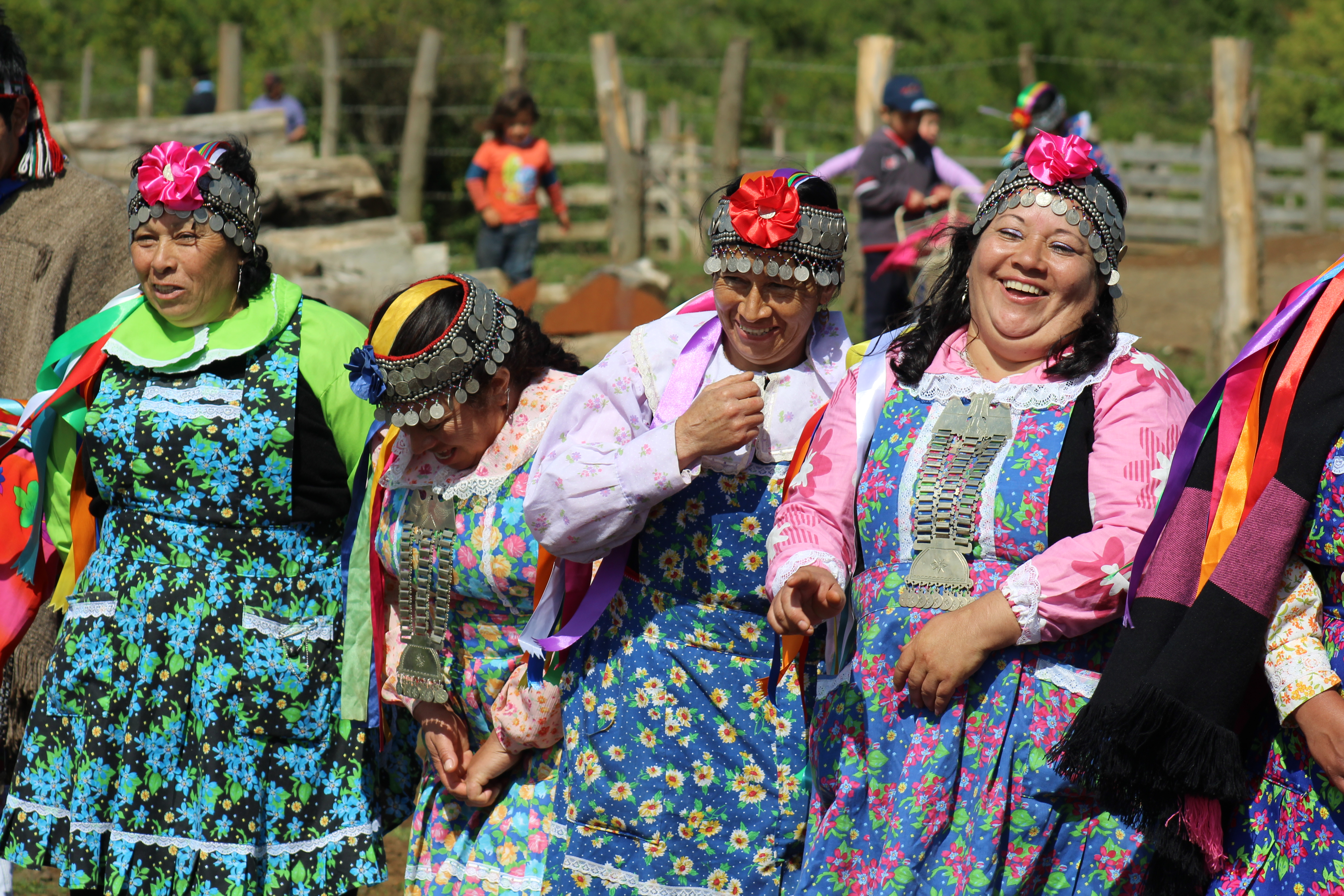
Phụ nữ người Mapuche ở Chile.

Trước khi đề xuất thành lập một nước Chile đa dân tộc bị bác bỏ, đây là một vấn đề thu hút sự quan tâm của dư luận, đặc biệt là khi những người bản địa muốn lập một vùng tự quản ở miền nam Chile nhằm giải quyết xung đột giữa người Mapuche với chính quyền Chile.
Cựu đại sứ Chile ở Israel José Rodríguez Elizondo chỉ trích đề xuất này, cho rằng đây là một nước đi của Bolivia nhằm chống lại quyền tiếp cận chủ chủ quyền Thái Bình Dương của Chile.